# Psaliodes purpurea
Psaliodes purpurea là một loài bướm đêm trong họ Geometridae.